# Tsaneri
För nuvarande glaciärer med detta namn, se Norra Tsaneri och Södra Tsaneri
Tsaneri (georgiska: წანერი), eller Tsaneriglaciären (წანერის მყინვარი, Tsaneris mqinvari), i bergskedjan Stora Kaukasus, var i slutet av 1800-talet Georgiens andra största glaciär, efter Tviberi, och täckte då en yta på nära 49 km². År 1960 hade den sydligaste delen, Nagebi, separerats från övriga Tsaneri, som då var en sammanhängande glaciär på drygt 28 km². Sedan dess har Tsaneri delats i två separata glaciärer: Norra Tsaneri och Södra Tsaneri.